# Lợn rừng Nhật Bản
Lợn rừng Nhật Bản hay còn gọi là lợn rừng ria trắng (Danh pháp khoa học: Sus scrofa leucomystax) là một phân loài của loài lợn rừng phân bố tại Nhật Bản. Chúng là loài bản địa có nguồn gốc tất cả các đảo thuộc Nhật Bản, trong đó tập trung vào các đảo như Hokkaido và quần đảo Ryukyu. 

## Đặc điểm
Lợn rừng Nhật Bản là một phân loài cỡ nhỏ, chúng có tầm vóc nhỏ và như là một con lợi đực cộc, chúng có tổng thể là màu vàng-nâu với râu trắng đặc trưng, kéo dài từ khóe miệng đến cái má của chúng. Thịt lợn rừng vào mùa đông rất béo, giống như bụng thịt lợn từ đó chúng hay bị săn bắn để lấy thịt.
Cũng giống như những người anh em của nó, lợn rừng Nhật Bản đôi khi cũng khá dữ dội. Người ta từng ghi nhận vụ việc Lợn rừng tấn công tay máy ngay trên đường phố Nhật Bản. Trong một tình huống, con lợn rừng đang tấn công một phụ nữ trên đường phố Nhật Bản thì chuyển sự chú ý sang tay máy đang tác nghiệp. Con vật đuổi người quay phim và húc vào người anh khiến anh ngã, chiếc máy cũng rơi xuống đất. Người đàn ông cố gắng chống trả lại và mất một chiếc giày trong quá trình kháng cự. Chân nạn nhân bị băng bó và anh phải khập khiễng bước đi.
Chúng cũng tích cực phá hoại mùa màng, khiến Nhật Bản đang huy động quân đội nhằm đối phó với các loài động vật hoang dã như lợn rừng, gấu, khỉ để ngăn không cho các loài thú hoang tấn công ruộng vườn và xâm nhập vào khu vực sinh sống của người dân, phải xây dựng tường rào và làm bẫy săn thú. Trong một số trường hợp, địa phương cũng có thể đề nghị quân đội sử dụng súng để triệt hạ. 

## Trong văn hóa

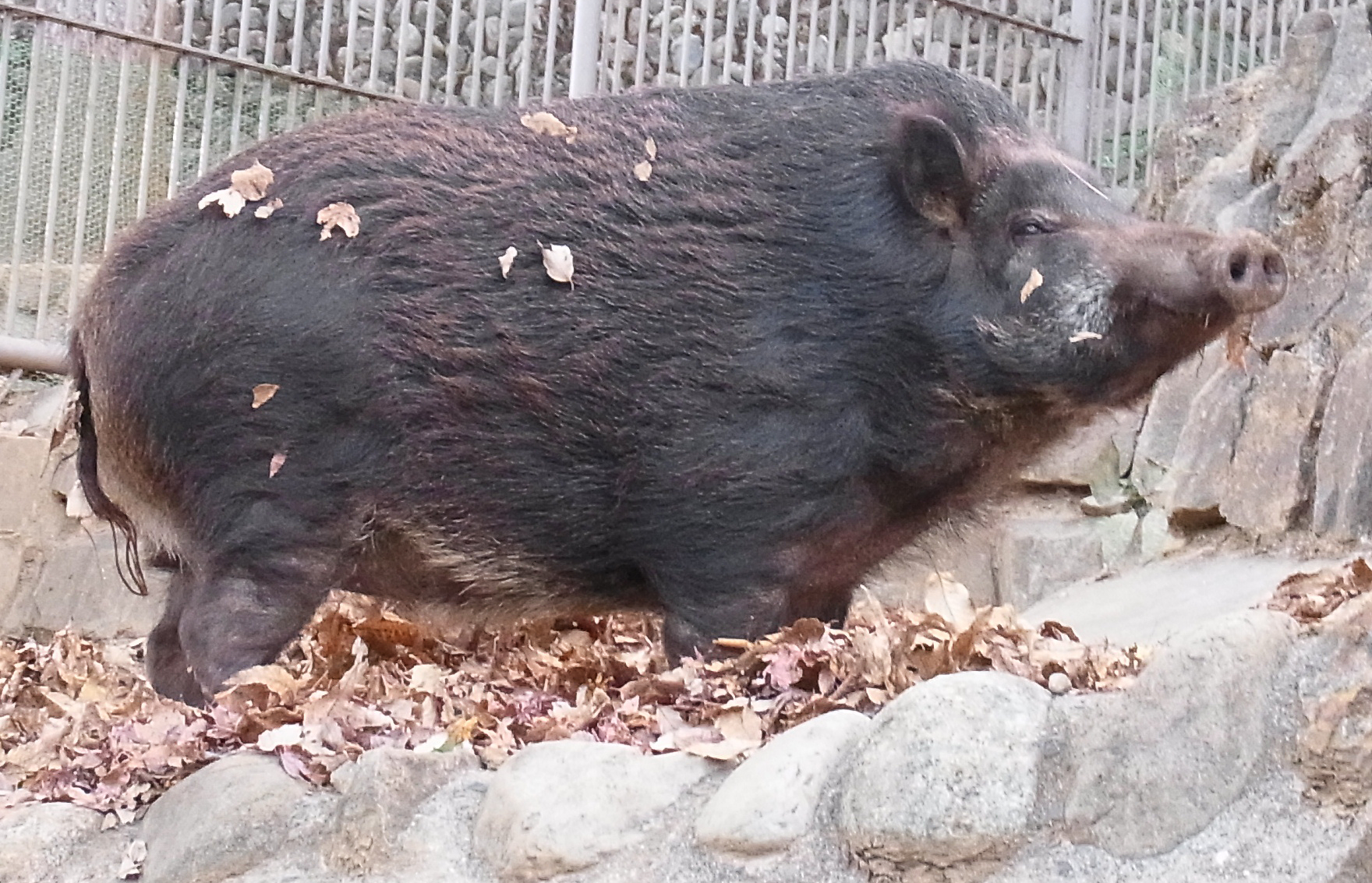
Một con lợn rừng Nhật Bản tại công viên vườn thú Tama, Tokyo

Lợn rừng Nhật Bản được phản ánh khá nhiều trong văn hóa Nhật Bản, nơi nó được xem như là một con vật đáng sợ và tượng trưng cho tính cách thiếu thận trọng, đến mức mà một số từ và cụm từ trong tiếng Nhật đề cập đến sự liều lĩnh bao gồm các bộ chữ chỉ về con lợn rừng Nhật Bản này. Cũng theo người Nhật thì Lợn rừng Nhật Bản là con vật cuối cùng của 12 Cung hoàng đạo phương Đông, với những người sinh ra trong năm của lợn được cho là hiện thân của tính trạng heo giống của sự quyết tâm và dữ dội. Đối với người Nhật, con lợn rừng được gọi là Inoshishi (イノシシ) là vật cưỡi của Thần chiến tranh Usa Hachiman bởi sự dũng mãnh, tại các đền thờ Thần đạo họ hay bày các tượng heo rừng nhỏ trước điện thờ thần Wakenokiyomaro, có những bức vẽ tranh heo rừng từ Chiba Shrine, Nhật Bản hay tượng Heo rừng, gốm với men celadon trắng, giữa thế kỷ 19 và tượng heo rừng tại đền Nanzen-in.
Đối với các thợ săn Nhật, lòng can đảm và sự thách thức của heo rừng là một biểu tượng của sự ngưỡng mộ, và nó không phải là không phổ biến cho thợ săn và người miền núi để đặt tên cho con trai của họ sau khi động vật bị hạ (猪). Heo cũng được xem như biểu tượng của khả năng sinh sản và thịnh vượng, ở một số vùng, người ta cho rằng lợn được rút ra cho các lĩnh vực thuộc sở hữu của gia đình bao gồm cả phụ nữ mang thai, và thợ săn với người vợ mang thai được cho là có cơ hội thành công lớn hơn khi săn lợn rừng. Ý nghĩa của linh vật chỉ thịnh vượng đã được minh họa bởi nó bao gồm hình ảnh trên đồng 10 ¥ trong thời kỳ Minh Trị, và nó đã từng được tin rằng một người đàn ông có thể trở nên giàu có bằng cách giữ một lùm lông heo rừng trong ví của mình.

## Trong ẩm thực
Trong Ẩm thực địa phương Nhật Bản, lợn rừng Nhật Bản là nguyên liệu cho món ăn đặc sản Botan nabe (Lẩu heo rừng). Botan là hoa mẫu đơn nhưng còn dùng để chỉ thịt lợn rừng, ví dụ botan nabe tức "món nồi mẫu đơn" để chỉ món thịt lợn rừng. Botan nabe là một loại lẩu thịt lợn rừng có ở nhiều nơi, nhưng đặc biệt là ở khu Tanzawa, tỉnh Kanagawa và khu Tamba ở Kansai. Chúng cũng được nuôi dưỡng tại Nhật Bản để lấy thịt. Lẫu heo rừng là một món ăn thường thấy trong những ngày đông lạnh giá ở những vùng nông thôn miền núi của Nhật Bản ngày nay.
Thịt lợn rừng là một món ăn phổ biến có thể tìm thấy ở những khư vực có khí hậu lạnh, nông thôn, vùng núi ở Nhật Bản ngày nay, chúng đã được những người dân ở vùng nông thôn sử dụng, nó là thực phẩm ở vùng xa xôi hẻo lánh trong khi đó người Kyoto tinh tế và thanh lịch thì lại không chấp nhận được loại thực phẩm này. Ban đầu, các loại thịt động vật hoang dã như heo rừng, nai, gấu được chế biến một cách đơn giản – món Sukiyaki. Sở dĩ món ăn này tên Sukiyaki là bởi nó được nấu chín trong một nồi sắt hay bằng các dụng cụ được chế tạo từ kim loại.
Một nhà ẩm thực đã quyết định đưa loại thịt bổ dưỡng và đầy hương vị này đến Kyoto. Những miếng thịt mỡ sẽ được thái lát mỏng và sắp xếp tạo thành hình dáng bông hoa nhìn rất hấp dẫn và tao nhã mang lại sự thu hút cho những vị khách sành ăn. Tiếp theo, ông này đã sử dụng loại miso trắng Saikyo cùng với nguyên liệu món súp dashi. Nhiều nhà hàng khắp nước Nhật phục vụ món Botan nabe người ta mới gọi là Ganso.

## Nhiễm xạ
Thành phố Fukushima 5 năm sau thảm họa hạt nhân, sự sống đã bắt đầu quay trở lại và thậm chí là phát triển một cách mạnh mẽ. Số lượng động vật hoang dã tại thành phố Fukushima đã tăng đột biến và không có sự kiểm soát của con người. Trong số các loài động vật hoang dã tại đây thì lợn rừng là loài có tốc độ phát triển nhanh nhất. Tính từ năm 2014 đến nay, số lượng lợn rừng đã tăng từ 3.000 lên 13.000 con. Đến nay, số lợn đột biến này đã tăng lên gấp 4 lần từ 3.000 lên 13.000 con. "Dân số" heo rừng xung quanh khu vực nhà máy điện hạt nhân Fukushima, Nhật đã tăng hơn 300% kể từ năm 2011 và gây nhiều thiệt hại cho sản xuất nông nghiệp địa phương. Số lượng heo rừng trong bán kính 20 km quanh nhà máy đã tăng một cách đột biến, "dân số" heo rừng đã tăng từ khoảng 3.000 lên tới gần 13.000 con kể từ năm 2014.
Phần lớn trong số này đều bị nhiễm phóng xạ do nguồn thức ăn bị nhiễm xạ trong khu vực gần nhà máy. Nguyên nhân chủ yếu do thức ăn nhiễm phóng xạ và môi trường sống của heo rừng gặp nhiều thuận lợi do không có người ở. Chúng ăn thực vật bị nhiễm chất phóng xạ trong khu vực thành phố Fukushima, do đó những con lợn rừng này cũng bị nhiễm chất phóng xạ và không thể sử dụng làm thức ăn cho con người. Đó cũng chính là vấn đề khiến cho số lượng lợn rừng tăng trưởng mà không thể kiểm soát. Chưa có các nghiên cứu chính xác cho thấy tác động của phóng xạ đối với tốc độ tăng trưởng này. Số lượng lợn rừng tăng đột biến cũng gây ra nhiều thiệt hại đối với các trang trại ở gần thành phố. Thiệt hại đã lên đến gần 900.000 USD.
Thịt của các loài thú hoang dã trong khu vực thành phố Fukushima không sử dụng được do nhiễm phóng xa. Chính vì vậy mà chúng chỉ có thể bị thiêu hủy, việc kiểm soát số lượng động vật hoang dã tại Fukushima, bằng cách săn bắt sau đó thiêu hủy trong những lò đốt đảm bảo an toàn về phóng xạ. Nếu những con vật này chạy ra khỏi khu vực thành phố, nó có thể đe dọa tới sức khỏe con người nhiều hơn là chỉ phá hoại mùa màng.
Những con lợn rừng đột biến xuất hiện ngày càng nhiều quanh khu vực nhà máy hạt nhân Fukushima đang khiến người dân nơi đây đau đầu, sự gia tăng ngày càng nhiều những con lợn rừng đột biến nghi ngờ do nhiễm chất phóng xạ ở nhà máy hạt nhân Fukushima, Nhật Bản đang khiến cho những người dân sinh sống trong khu vực này khốn đốn. Những con lợn đột biến trên xuất hiện và phá hoại hoa màu, ruộng đồng, trở thành mối đe dọa, nguy hại đến cộng đồng khi chúng thậm chí tấn công cả người dân nơi đây. Do mức độ tàn phá của lợn rừng ngày càng nhiều nên người dân sống quanh nhà máy hạt nhân Fukushima đã báo cáo lên chính quyền để xử lý.
Trong nền văn hóa cổ xưa Nhật Bản, heo rừng được xem là biểu tượng của sự thịnh vượng và khả năng sinh sản. Giờ đây, linh vật cổ xưa đang gây tổn thất cho nền nông nghiệp địa phương với số tiền lên tới 15 triệu USD và ngày càng "đẻ nhiều như chuột". Vì không thể tiêu thụ được, bởi loại lợn này được cho là nhiễm chất phóng xạ. Chất phóng xạ caesium-137 đã được tìm thấy trong cơ thể lợn rừng với nồng độ cao hơn gấp 300 lần ngưỡng an toàn. Do đó, chính quyền Nhật đã tính đến phương án đe xác lợn hỏa thiêu nhà táng, nhiều người dân từ khắp nơi đã đổ về khu vực quanh nhà máy hạt nhân Fukushima để săn bắt lợn, sau đó đem chôn hủy.
Song do số lượng lợn tăng trưởng nhanh chóng, trong khi đó, diện tích đất để chôn chúng lại có hạn. Nên việc săn bắt lợn đem chôn cũng không phải là cách thức khả thi. Để ngăn chặn sự phá hoại của heo rừng, chính quyền địa phương đã treo thưởng cho các thợ săn bắn hạ chúng. Chính quyền thành phố Nihonmatsu gần đó cũng cho đào nhiều hố chôn heo "tập thể", với sức chứa 1.800 con nhưng chẳng mấy chốc tất cả đều bị lấp đầy. Điều này buộc những người thợ săn phải chôn heo trong vườn nhà của mình.